# 曙光街道 (盘锦市)
曙光街道，是中华人民共和国辽宁省盘锦市兴隆台区下辖的一个乡镇级行政单位。

## 行政区划
曙光街道下辖以下地区：
怡园社区、希望社区、鹤翔社区和稻香园社区。